# Ingeborg Johansen
Ingeborg Johansen (26. september 1896 – 23. januar 1986) var en dansk forfatter. Hun skrev også under pseudonymerne Harriet Holm og Helene Paider.
Under pseudonymet Harriet Holm debuterede Ingeborg Johansen i Sorø Amtstidende i 1916 med nogle noveller. Sin debut som romanforfatter fik hun året efter med Den røde Villa.
Ingeborg Johansen har oversat adskillige af Ivan Turgenjevs værker til dansk.

## Hædersbevisninger
- 1949 – Herman Bangs Mindelegat
- 1967 – Statens Kunstfond, engangsydelse
- 1970 – Statens Kunstfond, produktionspræmie på 5.000 kr. for romanen Fra arken til det nye land